# حميد رحيمي
حميد رحيمي (12 سبتمبر 1983 في أفغانستان - ) هو ملاكم ألماني، صنّف ضمن فئة الوزن المتوسط.

## إحصائيات
خاض خلال مسيرته 24 نزالا، فاز في 23 وخسر في 1. فاز بالضربة القاضية في 11 نزالا.

## روابط خارجية
- حامد رحيمي على موقع بوكس ريك (الإنجليزية) (registration required)